# Fell on Black Days
«Fell On Black Days» (с англ. — «Погряз в чёрных днях») — песня американской гранж-группы Soundgarden, написанная вокалистом и гитаристом группы Крисом Корнеллом, которая была впервые выпущена 8 марта 1994 года в рамках самого успешного альбома группы Superunknown и как 5 сингл данного альбома 8 марта 1995 года. Композиция достигла четвёртого места в чарте Billboard Mainstream Rock Tracks. Песня была включена в альбом лучших песен Soundgarden 1997 года, A-Sides и сборник Telephantasm 2010 года в виде версии Superunknown для однодисковой версии и видео-версии для Deluxe Edition. Также «Fell on Black Days» является одной из самых популярных композиций коллектива.

## Музыка и лирика
Песня представляет собой довольно спокойную рок-песню жанра гранж с ритмом 6/4 и темпом 108, длящуюся 4 минуты 42 секунды и написанную в стандартном гитарном строе. Она базируется на последовательности квинтаккордов E5 — B5 — Cmaj7 в куплетах, а также на B — E — G# — A в бридже и на D5 — E5 — B5 — Cmaj7 — E5 — B5 — Cmaj7 в припевах. Помимо последовательности аккордов песня включает в себя соло-часть.
Что касается текста песни, то сам Корнелл говорил о ней следующее:

«Fell on Black Days» была похоже на тот постоянный страх, который у меня был в течение многих лет… Это чувство, которое все испытывают. Вы довольны своей жизнью, всё идёт хорошо, всё замечательно — когда вдруг вы понимаете, что вы крайне несчастны до такой степени, что становитесь по-настоящему напуганными. Нет какого-то особенного события, которым вы можете объяснить это чувство, просто вы однажды понимаете, что все в вашей жизни дерьмо!
Оригинальный текст (англ.)«Fell on Black Days» was like this ongoing fear I've had for years ... It's a feeling that everyone gets. You're happy with your life, everything's going well, things are exciting—when all of a sudden you realize you're unhappy in the extreme, to the point of being really, really scared. There's no particular event you can pin the feeling down to, it's just that you realize one day that everything in your life is fucked!».

## Музыкальное видео
На песню также был снят видеоклип в 1994 годом, который был срежиссирован Джейком Скоттом. Чёрно-белое видео представляет собой снятое живое выступление группы в студии, где Брендан О'Брайен продюсирует запись. Клип был снят в студии Bad Animals в Сиэтле в октябре 1994 года и был выпущен в ноябре 1994 года. Это доступно на компакт-диске Alive in the Superunknown. Видеоверсию этого трека содержится в сингле песни, «Songs from the Superunknown» и в сборнике «Deluxe Edition» сборника «Telephantasm» 2010 года.
В настоящее время видеоролик можно посмотреть на канале Soundgarden в видеохостинге YouTube. На момент первой половины 2025 года клип имеет более 73 миллионов просмотров и является вторым по популярности видеоклипом на канале группы, уступая место лишь клипу третьего сингла альбома Black Hole Sun.

## Выпуск и отзывы
«Fell on Black Days» был выпущен как последний сингл Superunknown в 1994 году в различных версиях с ранее не выпущенными би-сайдами «Kyle Petty, Son of Richard», «Motorcycle Loop» и «Fell on Black Days (демо)». «Демо-версия» на самом деле представляет собой совершенно другую песню, в которой представлены разные тексты (только припев содержит сходства с «Fell on Black Days») и другая музыка со значительно более тяжелой настройкой гитары Drop DGDGBE. Soundgarden сыграл «демо-версию» в прямом эфире 8 января 1995 года в эфире спутникового радио «Self-Pollution» Pearl Jam, пиратской трансляции продолжительностью четыре с половиной часа из Сиэтла, которая была доступна любым радиостанциям, которые хотели ее нести. «Демо-версия» была переименована в «Black Days III» для переизданий Superunknown 20th Anniversary и появилась в версиях Deluxe/Super Deluxe.
Песня появился в чарте Hot 100 Airplay журнала Billboard, достигнув максимума в виде 54 позиции на десятой неделе и оставаясь на в рамках чарта до двадцатой недели. Композиция также достигла своего пика под номером 4 в чарте Billboard Mainstream Rock Tracks и под номером 13 на чарте Billboard Modern Rock Tracks.
За пределами Соединенных Штатов сингл был выпущен на коммерческой основе в Австралии и Великобритании. В Канаде песня попала в 70 лучших в Канадском чарте синглов и оставалась там в течение двух недель. «Fell on Black Days» достиг 50 лучших в Нидерландах, а в Ирландии Moderate Top 20.
Песня дважды появлялась в сериале «Сверхъестественное» в эпизодах «Саймон Саид» и «Южный комфорт».

## Список композиций
Все песни написаны Крисом Корнеллом, кроме отмеченных:
Promotional CD (US)
1. «Fell on Black Days» (radio edit)

Promotional CD (US)
1. «Fell on Black Days» (alternate mix)
2. «Fell on Black Days» — 4:42

CD (Великобритания)
1. «Fell on Black Days» — 4:42
2. «Kyle Petty, Son of Richard» (Корнелл, Тайил) — 4:06
3. «Fell on Black Days» (видео) — 5:26

CD (Великобритания)
1. «Fell on Black Days» — 4:42
2. «Girl U Want» (Джеральд Касейл, Марк Мазерсбо) — 3:29
3. «Fell on Black Days» (demo) — 4:01

CD (Europe)
1. «Fell on Black Days» — 4:42
2. «Motorcycle Loop» (короткая версия) (Тайил) — 1:32
3. «Girl U Want» (Джеральд Касейл, Марк Мазерсбо) — 3:29
4. «Fell on Black Days» (демо) — 4:03

CD (Europe)
1. «Fell on Black Days» — 4:42
2. «Kyle Petty, Son of Richard» (Корнелл, Тайил) — 4:06
3. «Birth Ritual» (Корнелл, Мэтт Кэмерон, Тайил) — 5:51
4. «Fell on Black Days» (live) — 4:52

CD (Европа)
1. «Fell on Black Days» — 4:42
2. «My Wave» (live) (Корнелл, Тайил) — 4:34

7" Vinyl (Европа и Великобритания)
1. «Fell on Black Days» — 4:42
2. «Motorcycle Loop» (Тайил)
3. «Kyle Petty, Son of Richard» (Корнел, Тайил) — 4:07

CD (Австралия)
1. «Fell on Black Days» — 4:42
2. «Kyle Petty, Son of Richard» (Корнелл, Тайил) — 4:07
3. «Fell on Black Days» (демо) — 4:04
4. «Motorcycle Loop» (short version) (Тайил) — 1:34
5. «Fell on Black Days» (live) — 4:52

CD (Австралия)
1. «Fell on Black Days» — 4:42
2. «Kyle Petty, Son of Richard» (Корнелл, Тайил) — 4:07

7" Винил (США)
1. «Fell on Black Days» — 4:42
2. «My Wave» (Корнелл, Ким Тайил) — 5:12

## Позиции в чартах
| Чарт (1994—1995)                  | Наивысшая позиция |
| --------------------------------- | ----------------- |
| Canada Top Singles (RPM)          | 66                |
| US Radio Songs (Billboard)        | 54                |
| Australia (ARIA)                  | 52                |
| Netherlands (Single Top 100)      | 45                |
| UK Singles                        | 24                |
| Ирландия (IRMA)                   | 14                |
| US Alternative Songs (Billboard)  | 13                |
| Finland (Suomen virallinen lista) | 10                |
| US Mainstream Rock (Billboard)    | 4                 |

| Чарт (2017)                            | Наивысшая позиция |
| -------------------------------------- | ----------------- |
| US Hot Rock Songs (Billboard)          | 14                |
| US Rock Digital Song Sales (Billboard) | 6                 |